# Monniotus australis
Monniotus australis är en sjöpungsart som först beskrevs av Kott 1957.  Monniotus australis ingår i släktet Monniotus och familjen Protopolyclinidae. Inga underarter finns listade i Catalogue of Life.